# Dinsac
 Dinsac  (en occitano Dinçac) es una población y comuna francesa, situada en la región de Lemosín, departamento de Alto Vienne, en el distrito de Bellac y cantón de Le Dorat.

## Demografía
| 306 | 286 | 272 | 266 | 285 | 282 | 257 |
| Para los censos de 1962 a 1999 la población legal corresponde a la población sin duplicidades (Fuente: INSEE [Consultar]) |     |     |     |     |     |     |